# Polystichum australiense
Polystichum australiense là một loài dương xỉ trong họ Dryopteridaceae. Loài này được Tindale mô tả khoa học đầu tiên..
Danh pháp khoa học của loài này chưa được làm sáng tỏ. 

## Hình ảnh

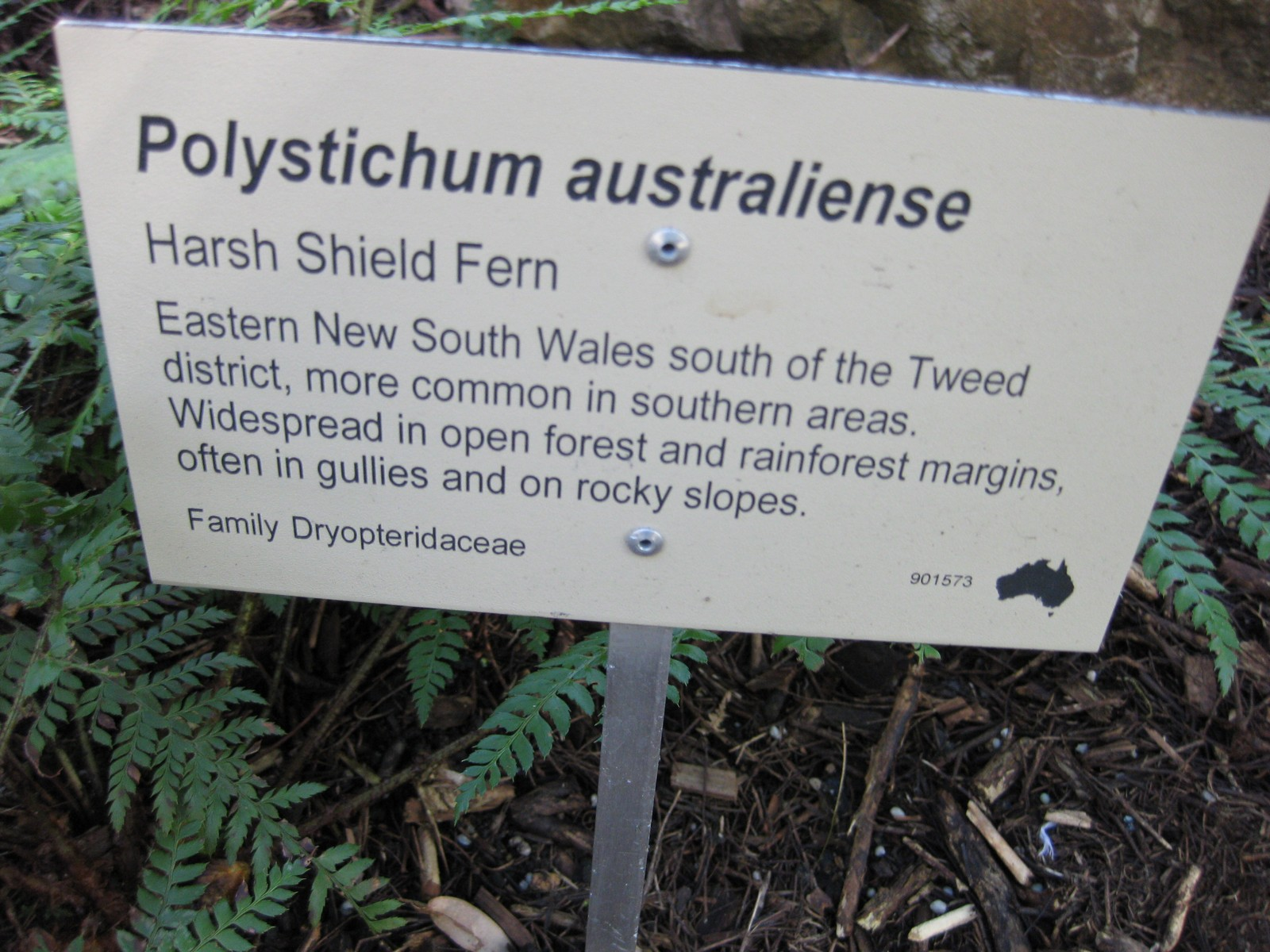